# 蔣兆鴻
蔣兆鴻（1786年—1839年），原名嘉猷，字應盤，號芍農，江蘇蘇州府吳縣人，清朝政治人物。

## 生平
蔣兆鴻來自蘇州婁關蔣氏家族，為明末山東布政使司參議、兵備天津蔣燦裔孫。高祖蔣文瀾，曾祖蔣曰樑，祖父蔣耀宗，父蔣元復，母為嘉興庠生胡兆奎女（1756-1828）。蔣兆鴻為蔣元復第四子，吳縣監生，道光二年（1822年）任山東寧陽縣知縣，八年（1828年）復任，同年丁母憂。服闋，十一年（1831年）任直隸元氏縣知縣，十二年（1832年）調安徽蕪湖縣知縣，兼任貴池縣知縣，十五年（1835年）因勸諭蕪湖地方士紳捐資助賑水災並修堤建倉設鄉塾等有功績，加太平府同知銜，調蒙城縣知縣，十九年（1839年）蔣兆鴻奉檄赴懷遠縣賑災，期間因疾卒於任上。蔣兆鴻以子蔣彬蔚官贈中憲大夫。

## 家庭
夫人為毗陵呂宮裔孫呂爾禧（字皆孚，號滌圃）第三女（1787-1847）。子蔣彬蔚。